# National Football League 1978
La stagione NFL 1978 fu la 59ª stagione sportiva della National Football League, la massima lega professionistica statunitense di football americano. La finale del campionato, il Super Bowl XIII, si disputò il 21 gennaio 1979 all'Orange Bowl di Miami, in Florida che si concluse con la vittoria dei Pittsburgh Steelers sui Dallas Cowboys per 35 a 31. La stagione iniziò il 2 settembre 1978 e si concluse con il Pro Bowl 1979 che si tenne il 29 gennaio al Los Angeles Memorial Coliseum.
Il campionato fu caratterizzata dal passaggio da 14 e 16 giornate della stagione regolare e dall'estensione dei play-off da 8 a 10 squadre, con l'introduzione di due nuove wild card, una per Conference. La nuova formula rimase in vigore fino alla successiva modifica del 1990.

## Modifiche alle regole
- Venne deciso, per favorire il gioco di passaggio, di limitare i contatti legali tra wide receiver e difensori solo fino a 5 iarde dalla linea di scrimmage. In precedenza i contatti erano consentiti in qualsiasi parte del campo.
- Venne deciso di consentire l'unico passaggio in avanti di un'azione solo a condizione che, in quell'azione, la palla non abbia mai attraversato la linea di scrimmage.
- Venne deciso di consentire di ricevere un passaggio anche se precedentemente toccato da un compagno di squadra, anche se rimase vietato deviare volontariamente la palla in avanti verso un compagno. In precedenza un giocatore dell'attacco non poteva ricevere un passaggio, se questo era stato già toccato da un compagno di squadra, a meno che nel frattempo la palla non fosse stata toccata da un difensore.
- Venne deciso di consentire nei blocchi su azioni di passaggio l'uso delle braccia estese e delle mani aperte.
- Venne stabilito di ridurre la penalità di intentional grounding da 15 iarde e la perdita del down a 10 iarde e la perdita del down. Se il fallo venisse commesso nella propria end zone, la penalità comporterebbe un safety.
- Venne deciso che l'ostruzione non fosse più un'azione illegale.
- Venne istituita la figura del side judge come settimo arbitro.

## Stagione regolare
La stagione regolare si svolse in 16 giornate, iniziò il 2 settembre e terminò il 18 dicembre 1978.

### Risultati della stagione regolare
- V = Vittorie, S = Sconfitte, P = Pareggi, PCT = Percentuale di vittorie, PF = Punti Fatti, PS = Punti Subiti
- La qualificazione ai play-off è indicata in verde (tra parentesi il seed)

| AFC East                 |    |    |   |     |     |     |
| Squadra                  | V  | S  | P | PCT | PF  | PS  |
| (2) New England Patriots | 11 | 5  | 0 | 688 | 358 | 286 |
| (4) Miami Dolphins       | 11 | 5  | 0 | 688 | 372 | 254 |
| New York Jets            | 8  | 8  | 0 | 500 | 359 | 364 |
| Buffalo Bills            | 5  | 11 | 0 | 313 | 302 | 354 |
| Baltimore Colts          | 5  | 11 | 0 | 313 | 239 | 421 |

| NFC East                |    |    |   |     |     |     |
| Squadra                 | V  | S  | P | PCT | PF  | PS  |
| (2) Dallas Cowboys      | 12 | 4  | 0 | 750 | 384 | 208 |
| (5) Philadelphia Eagles | 9  | 7  | 0 | 563 | 270 | 250 |
| Washington Redskins     | 8  | 8  | 0 | 500 | 273 | 283 |
| Saint Louis Cardinals   | 6  | 10 | 0 | 375 | 248 | 296 |
| New York Giants         | 6  | 10 | 0 | 375 | 264 | 298 |

| AFC Central             |    |    |   |     |     |     |
| Squadra                 | V  | S  | P | PCT | PF  | PS  |
| (1) Pittsburgh Steelers | 14 | 2  | 0 | 875 | 56  | 195 |
| (5) Houston Oilers      | 10 | 6  | 0 | 625 | 283 | 298 |
| Cleveland Browns        | 8  | 8  | 0 | 500 | 334 | 356 |
| Cincinnati Bengals      | 4  | 12 | 0 | 250 | 252 | 284 |

| NFC Central           |   |    |   |     |     |     |
| Squadra               | V | S  | P | PCT | PF  | PS  |
| (3) Minnesota Vikings | 8 | 7  | 1 | 531 | 294 | 306 |
| Green Bay Packers     | 8 | 7  | 1 | 531 | 249 | 269 |
| Detroit Lions         | 7 | 9  | 0 | 438 | 290 | 300 |
| Chicago Bears         | 7 | 9  | 0 | 438 | 253 | 274 |
| Tampa Bay Buccaneers  | 5 | 11 | 0 | 313 | 241 | 259 |

| AFC West           |    |    |   |     |     |     |
| Squadra            | V  | S  | P | PCT | PF  | PS  |
| (3) Denver Broncos | 10 | 6  | 0 | 625 | 282 | 198 |
| Oakland Raiders    | 9  | 7  | 0 | 563 | 311 | 283 |
| Seattle Seahawks   | 9  | 7  | 0 | 563 | 345 | 358 |
| San Diego Chargers | 9  | 7  | 0 | 563 | 355 | 309 |
| Kansas City Chiefs | 4  | 12 | 0 | 250 | 243 | 327 |

| NFC West             |    |    |   |     |     |     |
| Squadra              | V  | S  | P | PCT | PF  | PS  |
| (1) Los Angeles Rams | 12 | 4  | 0 | 750 | 316 | 245 |
| (4) Atlanta Falcons  | 9  | 7  | 0 | 563 | 240 | 290 |
| New Orleans Saints   | 7  | 9  | 0 | 438 | 281 | 298 |
| San Francisco 49ers  | 2  | 14 | 0 | 125 | 219 | 350 |

## Play-off
I play-off iniziarono con i Wild Card Game il 24 dicembre 1978. I Divisional Playoff si giocarono il 30 e 31 dicembre e i Conference Championship Game il 7 gennaio 1979. Il Super Bowl XIII si disputò il 21 gennaio al Miami Orange Bowl.

### Seeding
| Seed | American Football Conference                | National Football Conference              |
| ---- | ------------------------------------------- | ----------------------------------------- |
| 1    | Pittsburgh Steelers (vincitori AFC Central) | Los Angeles Rams (vincitori NFC West)     |
| 2    | New England Patriots (vincitori AFC East)   | Dallas Cowboys (vincitori NFC East)       |
| 3    | Denver Broncos (vincitori AFC West)         | Minnesota Vikings (vincitori NFC Central) |
| 4    | Miami Dolphins                              | Atlanta Falcons                           |
| 5    | Houston Oilers                              | Philadelphia Eagles                       |

### Incontri
| Wild Card Game | Wild Card Game                     | Wild Card Game | Wild Card Game |                                     |                                     | Divisional Play-off                 | Divisional Play-off | Divisional Play-off |                                  |                                  | Conference Championship          | Conference Championship | Conference Championship |  |  | Super Bowl XIII | Super Bowl XIII | Super Bowl XIII | Super Bowl XIII | Super Bowl XIII |
|                |                                    |                |                |                                     |                                     |                                     |                     |                     |                                  |                                  |                                  |                         |                         |  |  |                 |                 |                 |                 |                 |
|                |                                    |                |                |                                     |                                     |                                     |                     |                     |                                  |                                  |                                  |                         |                         |  |  |                 |                 |                 |                 |                 |
|                |                                    |                |                |                                     |                                     | 31 dicembre - Foxboro Stadium       |                     |                     |                                  |                                  |                                  |                         |                         |  |  |                 |                 |                 |                 |                 |
|                |                                    |                |                |                                     |                                     |                                     |                     |                     |                                  |                                  |                                  |                         |                         |  |  |                 |                 |                 |                 |                 |
|                | 5                                  | Houston        | 31             |                                     |                                     |                                     |                     |                     |                                  |                                  |                                  |                         |                         |  |  |                 |                 |                 |                 |                 |
|                | 5                                  | Houston        | 31             | 24 dicembre - Miami Orange Bowl     | 24 dicembre - Miami Orange Bowl     | 24 dicembre - Miami Orange Bowl     |                     |                     | 7 gennaio - Three Rivers Stadium | 7 gennaio - Three Rivers Stadium | 7 gennaio - Three Rivers Stadium |                         |                         |  |  |                 |                 |                 |                 |                 |
|                | 2                                  | New England    | 14             | 24 dicembre - Miami Orange Bowl     | 24 dicembre - Miami Orange Bowl     | 24 dicembre - Miami Orange Bowl     |                     |                     | 7 gennaio - Three Rivers Stadium | 7 gennaio - Three Rivers Stadium | 7 gennaio - Three Rivers Stadium |                         |                         |  |  |                 |                 |                 |                 |                 |
|                | 2                                  | New England    | 14             | 5                                   | Houston                             | 17                                  | 5                   | Houston             | 5                                |                                  |                                  |                         |                         |  |  |                 |                 |                 |                 |                 |
|                | 30 dicembre - Three Rivers Stadium |                |                | 5                                   | Houston                             | 17                                  | 5                   | Houston             | 5                                |                                  |                                  |                         |                         |  |  |                 |                 |                 |                 |                 |
|                | 4                                  | Miami          | 9              |                                     |                                     | 1                                   | Pittsburgh          | 34                  |                                  |                                  |                                  |                         |                         |  |  |                 |                 |                 |                 |                 |
|                | 4                                  | Miami          | 9              | 3                                   | Denver                              | 1                                   | Pittsburgh          | 34                  | 10                               |                                  |                                  |                         |                         |  |  |                 |                 |                 |                 |                 |
|                |                                    |                |                | 3                                   | Denver                              |                                     |                     |                     | 10                               | 21 gennaio - Miami Orange Bowl   |                                  |                         |                         |  |  |                 |                 |                 |                 |                 |
|                | 1                                  | Pittsburgh     | 33             |                                     |                                     |                                     |                     |                     |                                  |                                  |                                  |                         |                         |  |  |                 |                 |                 |                 |                 |
|                | 1                                  | Pittsburgh     | 33             | A1                                  | Pittsburgh                          | 35                                  |                     |                     |                                  |                                  |                                  |                         |                         |  |  |                 |                 |                 |                 |                 |
|                | 30 dicembre - Texas Stadium        |                |                | A1                                  | Pittsburgh                          | 35                                  |                     |                     |                                  |                                  |                                  |                         |                         |  |  |                 |                 |                 |                 |                 |
|                |                                    |                |                |                                     |                                     |                                     |                     | N2                  | Dallas                           | 31                               |                                  |                         |                         |  |  |                 |                 |                 |                 |                 |
|                | 4                                  | Atlanta        | 20             |                                     |                                     |                                     |                     | N2                  | Dallas                           | 31                               |                                  |                         |                         |  |  |                 |                 |                 |                 |                 |
|                | 4                                  | Atlanta        | 20             | 24 dicembre - Fulton County Stadium | 24 dicembre - Fulton County Stadium | 24 dicembre - Fulton County Stadium |                     |                     | 7 gennaio - Los Angeles Coliseum | 7 gennaio - Los Angeles Coliseum | 7 gennaio - Los Angeles Coliseum |                         |                         |  |  |                 |                 |                 |                 |                 |
|                | 2                                  | Dallas         | 27             | 24 dicembre - Fulton County Stadium | 24 dicembre - Fulton County Stadium | 24 dicembre - Fulton County Stadium |                     |                     | 7 gennaio - Los Angeles Coliseum | 7 gennaio - Los Angeles Coliseum | 7 gennaio - Los Angeles Coliseum |                         |                         |  |  |                 |                 |                 |                 |                 |
|                | 2                                  | Dallas         | 27             | 5                                   | Philadelphia                        | 13                                  | 2                   | Dallas              | 28                               |                                  |                                  |                         |                         |  |  |                 |                 |                 |                 |                 |
|                | 31 dicembre - Los Angeles Coliseum |                |                | 5                                   | Philadelphia                        | 13                                  | 2                   | Dallas              | 28                               |                                  |                                  |                         |                         |  |  |                 |                 |                 |                 |                 |
|                | 4                                  | Atlanta        | 14             |                                     |                                     | 1                                   | L.A. Rams           | 0                   |                                  |                                  |                                  |                         |                         |  |  |                 |                 |                 |                 |                 |
|                | 4                                  | Atlanta        | 14             | 3                                   | Minnesota                           | 1                                   | L.A. Rams           | 0                   | 10                               |                                  |                                  |                         |                         |  |  |                 |                 |                 |                 |                 |
|                |                                    |                |                | 3                                   | Minnesota                           |                                     |                     |                     |                                  |                                  |                                  |                         |                         |  |  |                 |                 |                 |                 |                 |
|                | 1                                  | L.A. Rams      | 34             |                                     |                                     |                                     |                     |                     |                                  |                                  |                                  |                         |                         |  |  |                 |                 |                 |                 |                 |
|                | 1                                  | L.A. Rams      | 34             |                                     |                                     |                                     |                     |                     |                                  |                                  |                                  |                         |                         |  |  |                 |                 |                 |                 |                 |

Nota: Il regolamento impediva gli accoppiamenti nei Divisional playoff tra squadre della stessa Division

### Vincitore
| Vincitori del Super Bowl XIII Pittsburgh Steelers 3º titolo |

## Premi individuali
| MVP della NFL                 | Terry Bradshaw, Quarterback, Pittsburgh     |
| Allenatore dell'anno          | Jack Patera, Seattle                        |
| Giocatore offensivo dell'anno | Earl Campbell, Running Back, Houston Oilers |
| Difensore dell'anno           | Randy Gradishar, Linebacker, Denver         |
| Rookie offensivo dell'anno    | Earl Campbell, Running Back, Houston Oilers |
| Rookie difensivo dell'anno    | Al Baker, Defensive End, Detroit            |